# سمندر بزرگ
سمندران بزرگ (نام علمی: Cryptobranchidae) نام یک تیره از زیرراسته سمندرهای ابتدایی است.